# Farrukh Choriyev
Farrukh Choriyev (sinh ngày 27 tháng 7 năm 1984) là một cầu thủ bóng đá Tajikistan, hiện tại thi đấu cho Regar-TadAZ Tursunzoda.

## Sự nghiệp quốc tế
Anh là thành viên của Đội tuyển bóng đá quốc gia Tajikistan kể từ năm 2006.

## Thống kê sự nghiệp

### Quốc tế
| Đội tuyển quốc gia Tajikistan | Đội tuyển quốc gia Tajikistan | Đội tuyển quốc gia Tajikistan |
| Năm                           | Số trận                       | Bàn thắng                     |
| ----------------------------- | ----------------------------- | ----------------------------- |
| 2006                          | 1                             | 0                             |
| 2007                          | 4                             | 0                             |
| 2008                          | 0                             | 0                             |
| 2009                          | 1                             | 0                             |
| 2010                          | 6                             | 1                             |
| 2011                          | 3                             | 0                             |
| Tổng                          | 15                            | 1                             |

Thống kê chính xác đến trận đấu diễn ra ngày 11 tháng 10 năm 2011

### Bàn thắng quốc tế
Tính đến 22 tháng 10 năm 2015
| #  | Ngày                 | Địa điểm                                              | Đối thủ     | Tỉ số | Kết quả | Giải đấu |
| -- | -------------------- | ----------------------------------------------------- | ----------- | ----- | ------- | -------- |
| 1. | 17 tháng 11 năm 2010 | Sân vận động Central Republican, Dushanbe, Tajikistan | Afghanistan | 1–0   | 1–0     | Giao hữu |

## Danh hiệu
Regar-TadAZ
- Giải bóng đá vô địch quốc gia Tajikistan (3): 2006, 2007, 2008
- Cúp bóng đá Tajikistan (4): 2005, 2006, 2011, 2012
- Siêu cúp bóng đá Tajikistan (3): 2011, 2012, 2013
- Cúp Chủ tịch AFC (3): 2005, 2008, 2009

Tajikistan
- Cúp Challenge AFC (1): 2006